# Braunschweiger Weihnachtsmarkt

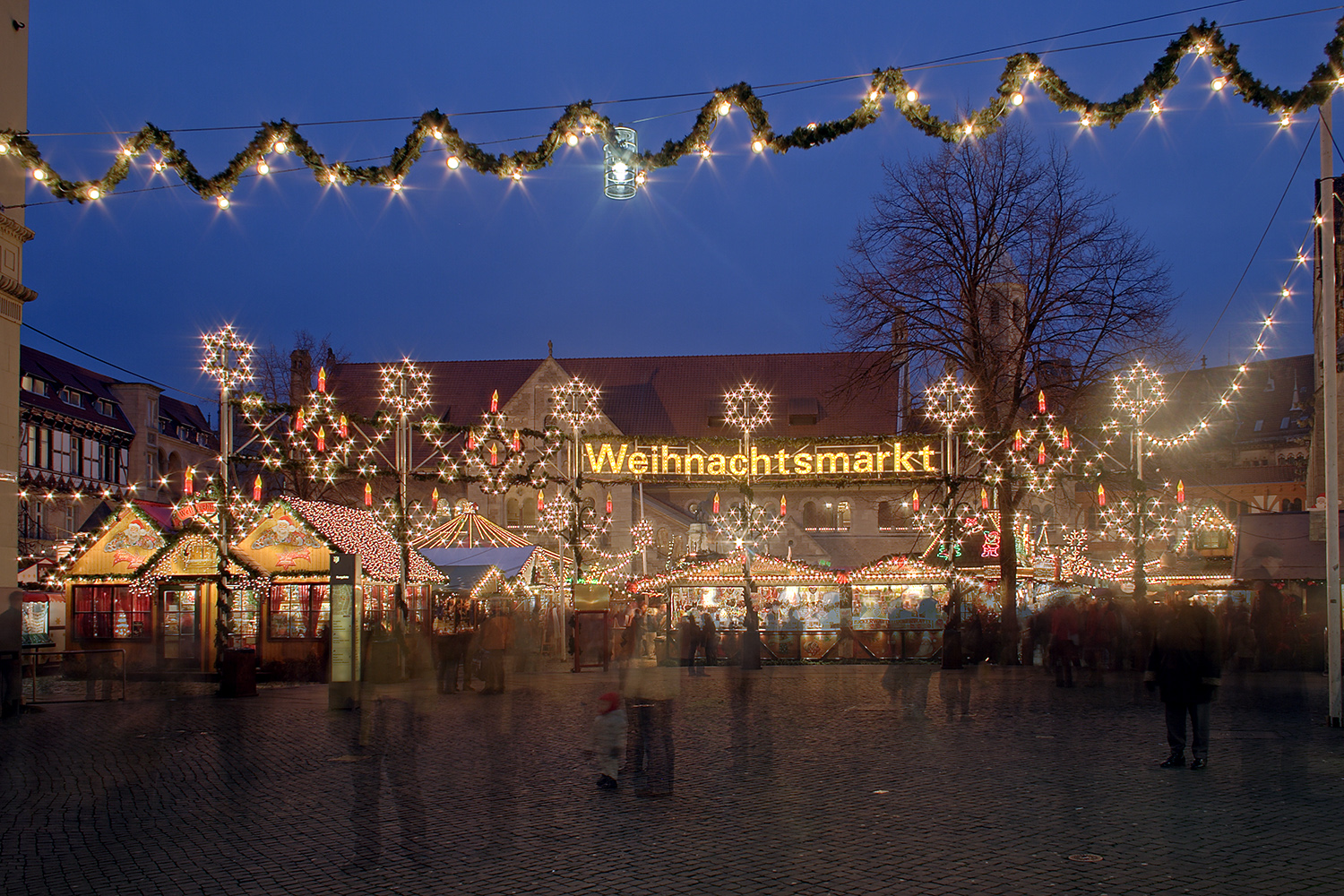
Eingang zum Weihnachtsmarkt

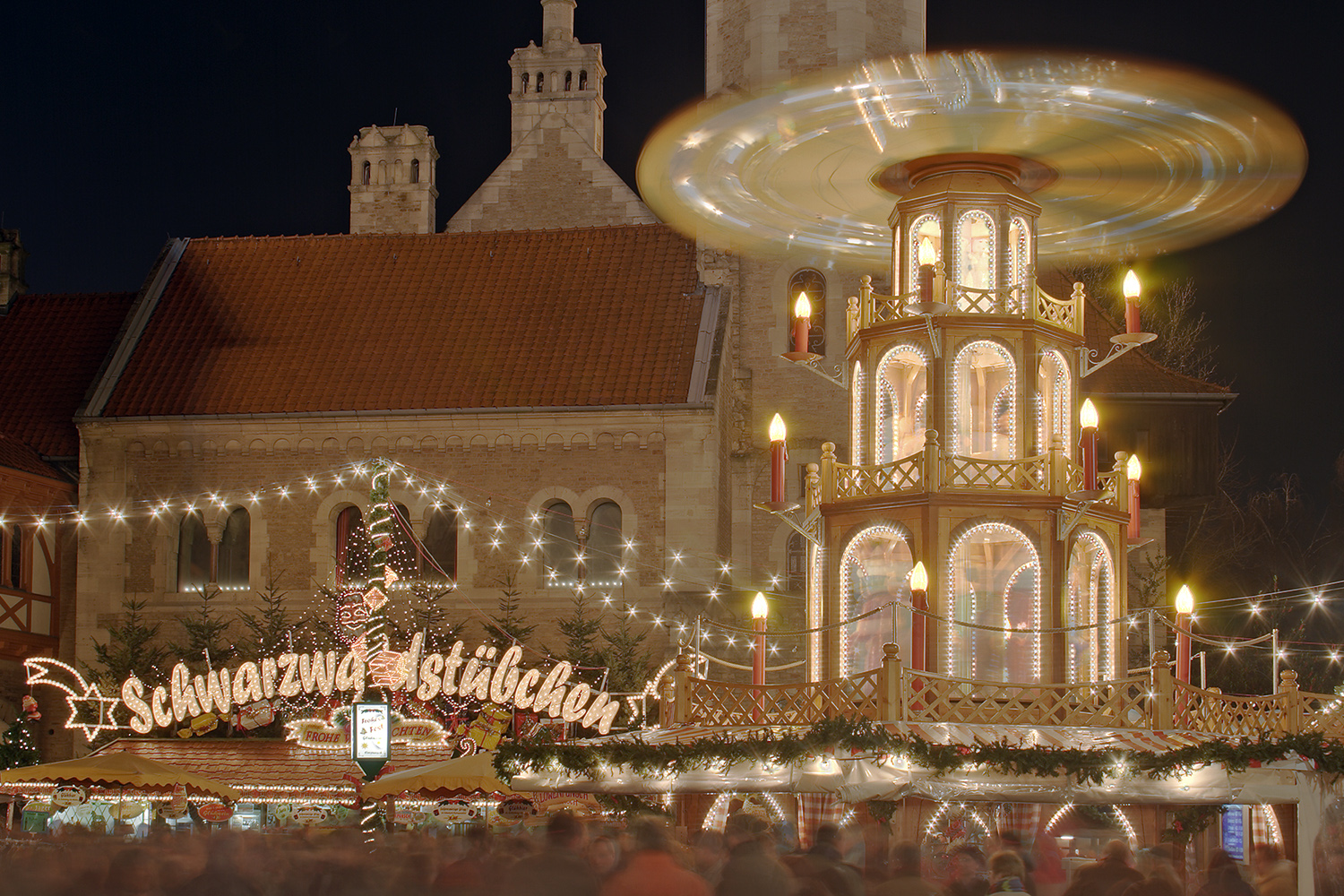
Großpyramide vor der Burg

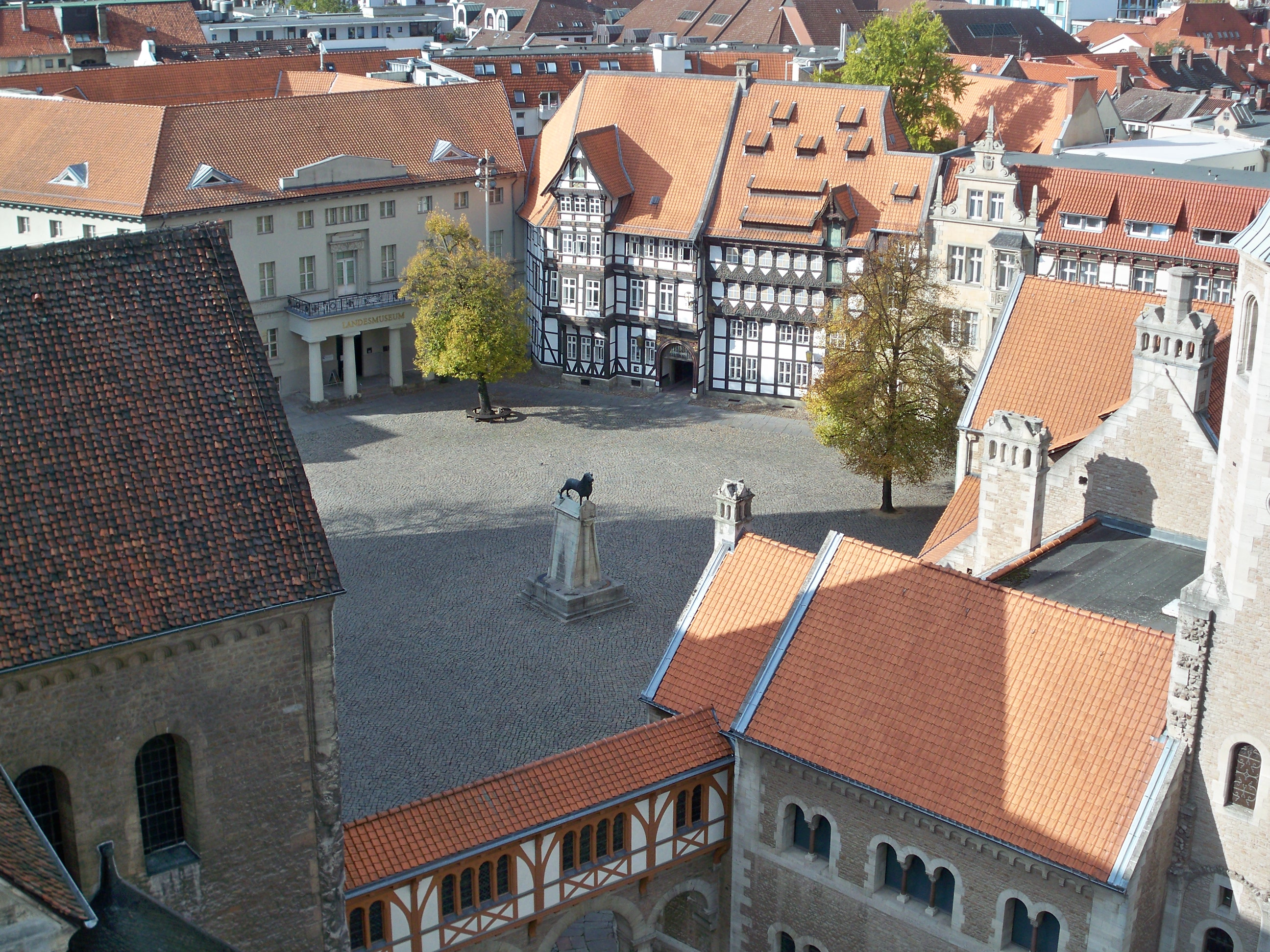
Der Burgplatz mit dem Braunschweiger Löwen im Zentrum, links Dom, Landesmuseum, Veltheimsches Haus, Huneborstelsches Haus und Burg Dankwarderode (rechts).

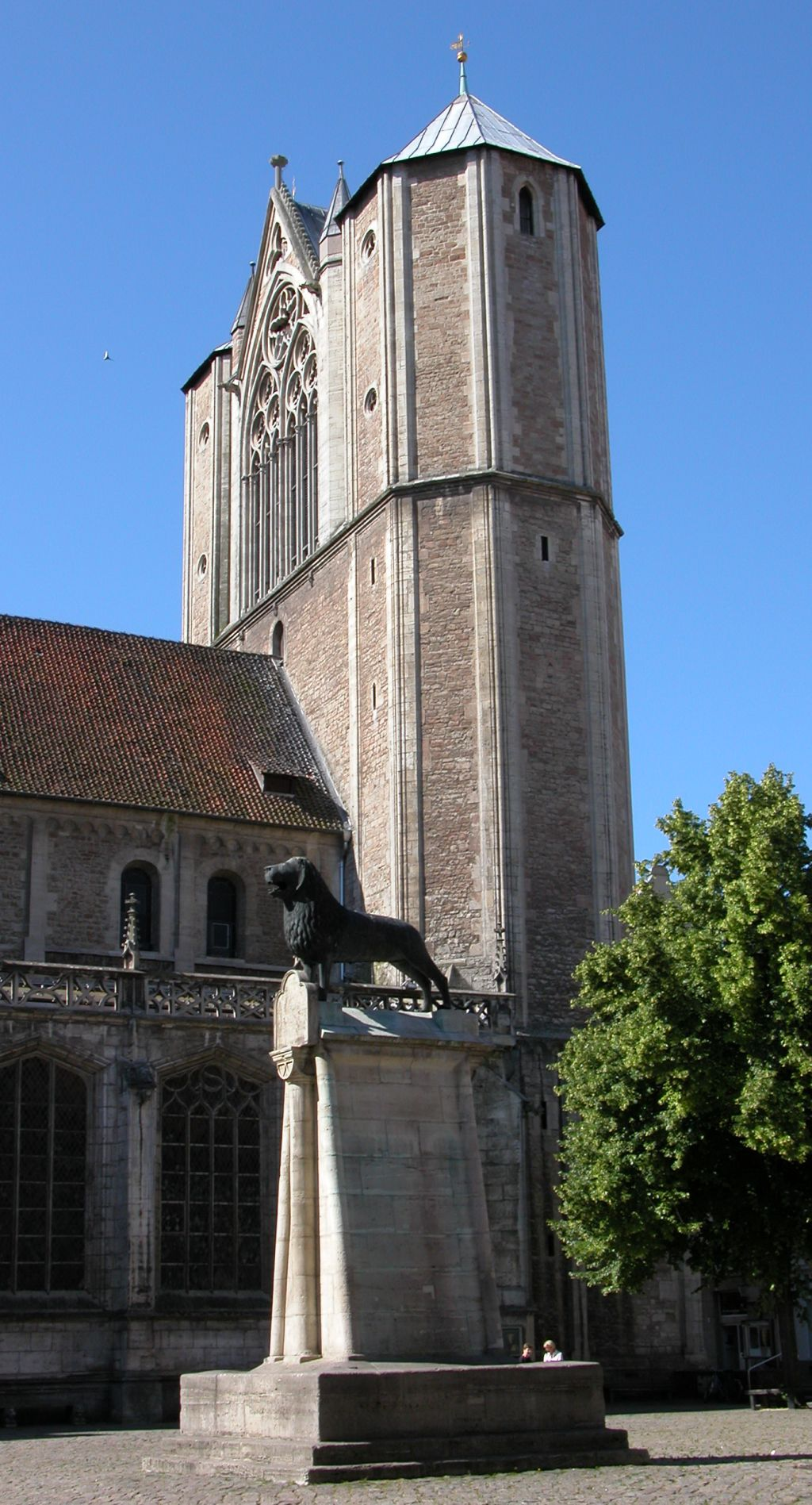
Löwe und Dom

Der Braunschweiger Weihnachtsmarkt hat eine über 500-jährige Tradition. Aufgrund des baulichen Ensembles auf der „Traditionsinsel“ rund um den Braunschweiger Dom, mit Burgplatz, Burg Dankwarderode, dem Huneborstelschen Haus, dem Vieweghaus und mit dem Braunschweiger Löwen in seiner Mitte, gilt der Braunschweiger Markt als einer der schönsten und stimmungsvollsten in ganz Deutschland und zieht jedes Jahr hunderttausende Besucher an; so kamen beispielsweise 2008 etwa 900.000 Besucher.

## Ursprung
Ein tatsächlich als „Weihnachtsmarkt“ bezeichneter Markt scheint im 14. Jahrhundert zunächst auf dem Altstadtmarkt entweder zu Weihnachten oder kurz danach abgehalten worden zu sein. 1385 fand der Markt am 1. und 2. Januar statt, wurde später (eventuell um 1505) aber offenbar auf die Zeit vor die Festtage verlegt.
1498 stellte der welfische Landesherr Herzog Heinrich der Ältere der Stadt Braunschweig ein Privileg über zwei Jahrmärkte aus, deren zeitliche Lage in den nächsten Jahren jedoch nicht eindeutig überliefert ist. 1505 stellte dann der römisch-deutsche König Maximilian I. von Habsburg zwei Jahrmärkte in der Stadt unter Königsfrieden, die „jeweils Freitag nach Himmelfahrt und am Tag nach Mariä Empfängnis (8. Dezember) beginnen und zehn Tage dauern [sollten]. Die Besucher hatten zehn Tage zuvor und zehn Tage danach königlichen Schutz […]“. Nachdem die Stadt 1671 ihre Unabhängigkeit verloren hatte, begann der Markt „am Sonntag vor Weihnachten“.
Diese Messen fanden ursprünglich vor allem auf dem Altstadtmarkt und dem Kohlmarkt statt.
Die in Braunschweig geborene und aufgewachsene Schriftstellerin Ricarda Huch schrieb 1927 in ihrem Buch Im Alten Reich. Lebensbilder deutscher Städte:
„Am wundervollsten fand ich Martini [Martinikirche] und Katharinen [Katharinenkirche], wenn abends der Weihnachtsmarkt mit blinzelnden Lichtern und Buden voll absonderlicher, steifer Puppen und Lämmer sich um sie herum abspielte, aromatische Waldtannen sich an ihren Fuß lehnten, und ihr gigantischer Umriß sich in Dunst und Kälte verlor.“

## Entwicklung
Der erste Weihnachtsmarkt nach dem Ende des Zweiten Weltkrieges fand 1946 auf dem Platz vor dem Braunschweiger Schloss statt. In den darauf folgenden Jahren wurde er auf dem Hagenmarkt aufgebaut.
1956 wurde der Weihnachtsmarkt erstmals auf dem Burgplatz ausgerichtet. Die Marktfläche wuchs im Laufe der nächsten Jahrzehnte um das Teilstück der Münzstraße neben dem Rathaus, eine Teilfläche des Ruhfäutchenplatzes, fast den gesamten Domplatz mit dem Rondell der Heinrichslinde und um den Platz der Deutschen Einheit. Seit dem Jahr 2009 ist auch der historische Burggraben der Burg Dankwarderode in das Marktgeschehen einbezogen: durch den mit illuminiertem Glassplitt nachgezeichneten ursprünglichen Verlauf eines Okerarmes im Graben und darauf „verankerte“ Holzflöße.
Der Burgplatz hatte bis 1954 als Wochenmarkt gedient, bereits vor 1889 und dann wieder ab 1973 auch als Topfmarkt mit dem Angebot von Porzellan, Steingut und Haushaltsgeschirr. Nachdem der Topfmarkt bis in die 1990er Jahre hinein zum Frühjahrsanfang und im späten Sommer zweimal jährlich stattgefunden hatte, wurde er danach, in die Adventszeit verlegt, nur noch einmal jährlich durchgeführt – bis er schließlich in den Weihnachtsmarkt integriert wurde.
Seit 2006 umfasst der Braunschweiger Weihnachtsmarkt mehr als 130 Marktstände und Fahrgeschäfte; um eine Zulassung bewerben sich rund 270 Marktbeschicker und Schausteller. Im Auswahlverfahren für die Standplätze wird insbesondere auf die Attraktivität der Stände und Geschäfte geachtet, die „sich in das traditionelle, historische Gesamtbild des Weihnachtsmarktes einfügen“ müssen. Darüber hinaus werden jährlich während des Marktes die Weihnachtsmarktstände bzw. Fahrgeschäfte ausgewählt, die eine Auswahlkommission als besonders attraktiv bzw. als unattraktiv erachtet; während die einen mit einer Urkunde prämiert werden, erhalten die anderen einen „Blauen Brief“, ehemals einen „Sauren Tannenzapfen“, und können zudem „für die Dauer von bis zu fünf Jahren von der Teilnahme am Braunschweiger Weihnachtsmarkt ausgeschlossen“ werden.
Juristisch gesehen handelt es sich beim Braunschweiger Weihnachtsmarkt um einen Spezialmarkt im Sinne des § 68 Abs. 1 Gewerbeordnung. Die früher die Einzelheiten regelnde Satzung über die Teilnahme am Braunschweiger Weihnachtsmarkt wurde Ende 2005 aufgehoben und 2006 im Zuge der Übertragung entsprechender Rechte an die Braunschweig Stadtmarketing (BSM) durch eine Gespaltene Nutzungsregelung mit Teilnahmebestimmungen für den Braunschweiger Weihnachtsmarkt ersetzt.
Eröffnet wird der Weihnachtsmarkt an seinem jetzigen Standort jeweils am Mittwoch nach dem letzten Sonntag im evangelischen Kirchenjahr, dem Totensonntag, und endet seit dem Jahr 2006 zwei oder drei Tage nach dem Zweiten Weihnachtsfeiertag; im Verlaufe des Marktes herrscht am 24. und am 25. Dezember Marktruhe.